# Akishige Kaneda
Akishige Kaneda (兼田 亜季重 Kaneda Akishige?), född 26 februari 1990 i Hiroshima prefektur, är en japansk fotbollsspelare.
Kaneda började sin karriär 2008 i Ehime FC. 2014 flyttade han till Montedio Yamagata. Efter Montedio Yamagata spelade han för Avispa Fukuoka och Oita Trinita.